# 駅長

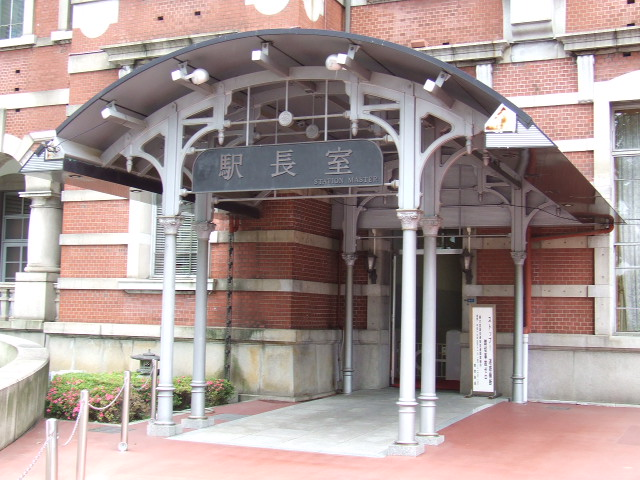
東日本旅客鉄道東京駅の駅長室

駅長（えきちょう、英: station manager、米: station agent）は、鉄道駅における最高責任者・管理者である。

## 日本の駅長
国土交通省令である鉄道係員職制によれば、「駅長は、運輸長の命を受け、駅務を統括し、構内の秩序を保持し、その所属係員を監督する」鉄道係員である。

### JRの駅長
JR（旅客鉄道会社・旧国鉄）は、もともと鉄道省が直接運営していたため、駅長をはじめとする鉄道員は、今でいうところの公務員であった。大多数の現業職員は吏員であり、主要駅の駅長は高等官であり、官吏の処遇を受けた。戦前の駅長の社会的地位は高く、地方では警察署長、学校長と並び地元の名士として扱われた例も珍しくない。
旧国鉄(現JR)においては駅長室のある方からプラットフォーム（いわゆるホーム）を1番線と名付けた。また駅構内における運転取り扱い業務（分岐器の転換や場内信号機・出発信号機の信号現示など）も本来は駅長が行うが、大規模駅では駅長1人での操作は到底出来ないので、駅長に代わってこの業務を行うことを命ぜられた駅員も駅長と呼ばれる（この場合の駅長は、役職名を指しているのではない。社内では当務駅長と呼ばれる）。またローカル線の駅で、業務を外部に委託している駅では、駅長にあたる人を駅務長もしくは所長と呼ぶ場合もある。このようなローカル線では、近年のCTCの普及により、全国的に無人駅が増加しているため、複数の駅を一つの管区として一管区に一人の駅長が配置される。この場合の職名は管理駅長と称される。
東京駅（在来線および東北・上越・北陸新幹線は東日本旅客鉄道、東海道新幹線は東海旅客鉄道）のように複数のJRやほかの鉄道事業者にまたがっている場合は、それぞれの駅長がいる。また、かつてJR北海道の札幌駅の駅長とJR東日本の東京駅の駅長は現場職では取締役となっていたが、現在ではJR北海道の札幌駅長は非役員、JR東日本の東京駅長は常務執行役員となっている。
JR東日本では2022年3月12日のダイヤ改正より、複数の駅を一括管理する「営業統括センター」および複数の駅と乗務員区所を管理する「統括センター」を一部の支社で設置。これに伴い、一つの営業統括センター（統括センター）内に複数の駅長が存在することとなった。基幹駅の駅長は「○○営業統括センター所長（○○駅長）」となり、管内の他駅駅長は「○○営業統括センター副所長（△△駅長）」となる。例えば、三鷹営業統括センターであれば、三鷹駅長は「三鷹営業統括センター所長（三鷹駅長）」であり、武蔵小金井駅長は「三鷹営業統括センター副所長（武蔵小金井駅長）」となる。また、「湘南・相模統括センター」のように必ずしも基幹駅の駅名を冠しているとは限らない。なお、湘南・相模統括センター所長は茅ヶ崎駅長である。なお、副所長の駅長であっても、従来通り「駅長」用の制服・制帽を着用する。

### 私鉄の駅長
私鉄（民鉄）の場合も同じように、通常全駅に駅長がいるわけではなく、主要駅にのみ配置されていることが多い。この場合、複数の駅を一人の駅長が管理する。大手鉄道社局などはさらに細かく、「○○管区○○管内」と称して、その管区の中での各駅の管理駅が決められているような事もある。この場合の職名は鉄道事業者により異なるが、管区長や統括駅長と称している会社もある。
また、稀に動物が駅長に任命されるケースもあり、有名な例で、和歌山電鐵貴志川線の貴志駅の駅長は、猫である「たま」（2015年死去、現在は「ニタマ(たまⅡ世駅長)」が貴志駅長を務める。）である。

## 欧州の駅長
フランス国鉄の場合、パリ首都圏にある駅舎の多くは19世紀末から20世紀末に建設され駅舎で駅長宿舎が併設された。駅長宿舎の広さは60 - 250平方メートルで、建設当時、駅長は併設の宿舎に居住する習慣があった。駅長が併設の宿舎に居住する習慣は廃れたため、フランス国鉄では2012年から空きスペースとなった駅長宿舎をテレワークスペースとして再利用しており、このスペースを利用する管理職にはインシデント発生時に駅業務の手助けを行うことが義務づけられている。